# آرثر لانج
آرثر لانج (بالإنجليزية: Arthur Lange)‏ هو مؤلف موسيقى تصويرية وملحن أمريكي، ولد في 16 أبريل 1889 في فيلادلفيا في الولايات المتحدة، وتوفي في 7 ديسمبر 1956 في واشنطن العاصمة في الولايات المتحدة.

## وصلات خارجية
- آرثر لانج على موقع IMDb (الإنجليزية)
- آرثر لانج على موقع ميوزك برينز (الإنجليزية)
- آرثر لانج على موقع قاعدة بيانات برودواي على الإنترنت (الإنجليزية)
- آرثر لانج على موقع أول ميوزيك (الإنجليزية)
- آرثر لانج على موقع ديسكوغز (الإنجليزية)
- آرثر لانج على موقع قاعدة بيانات الفيلم (الإنجليزية)